# Радмило Михайлович
Радмило Михайлович (сербохорв. Radmilo Mihajlović; нар. 19 листопада 1964, Фоча) — югославський футболіст, що грав на позиції нападника.
Виступав, зокрема, за клуби «Желєзнічар», «Баварія» і «Шальке 04», а також національну збірну Югославії.
Чемпіон Німеччини.

## Клубна кар'єра
У дорослому футболі дебютував 1983 року виступами за команду сараєвського клубу «Желєзнічар», в якій провів п'ять сезонів, взявши участь у 119 матчах чемпіонату. В сезоні 1986/87 з 23 голами став найкращим бомбардиром чемпіонату СФРЮ.
Згодом з 1988 по 1989 рік грав у складі загребського «Динамо».
1989 року перейшов до мюнхенської «Баварії». В сезоні 1989/90 мюнхенці здобули титул чемпіона Німеччини, проте внесок югославського нападника у цей успіх був незначним — лише 4 голи у 25 іграх чемпіонату. Наступного сезону у перших дев'яти іграх не зміг жодного разу відзначитися забитим голом, після чого відбувся його перехід до друголігового на той час «Шальке 04». Відіграв за клуб з Гельзенкірхена наступні три сезони своєї ігрової кар'єри. В сезоні 1993/94 захищав кольори свого третього німецького клубу, франкфуртського «Айнтрахта». Провів тут десять ігор, після чого на деякий час припинив виступи на футбольному полі.
1997 року відновив професійні футбольні виступи — провів три гри за корейський «Пхохан Стілерс», після чого на один сезон приєднувався до кіпрського АПОП.

## Виступи за збірну
1986 року дебютував в офіційних матчах у складі національної збірної СФРЮ. Протягом кар'єри у національній команді, яка тривала 4 роки, провів у формі головної команди країни 6 матчів, забивши 1 гол.
| Дата       | Місто   | Господарі | Результат | Гості     | Турнір            | Голи | Примітки |
| ---------- | ------- | --------- | --------- | --------- | ----------------- | ---- | -------- |
| 29-10-1986 | Спліт   | СФРЮ      | 4 – 0     | Туреччина | Відбір до ЧЄ 1988 | -    | 65'      |
| 29-8-1987  | Белград | СФРЮ      | 0 – 1     | СРСР      | товариський матч  | -    | 54'      |
| 4-6-1988   | Бремен  | ФРН       | 1 – 1     | СФРЮ      | товариський матч  | -    | 83'      |
| 24-8-1988  | Люцерн  | Швейцарія | 0 – 2     | СФРЮ      | товариський матч  | 1    | 82'      |
| 5-4-1989   | Афіни   | Греція    | 1 – 4     | СФРЮ      | товариський матч  | -    | 64'      |
| 13-12-1989 | Лондон  | Англія    | 2 – 1     | СФРЮ      | товариський матч  | -    |          |
| Усього     |         | Матчів    | 6         |           | Голів             | 1    |          |

## Титули і досягнення

### Командні
- Чемпіон Німеччини (1):

«Баварія»: 1989–1990
- Володар Суперкубка ФРН (1):

«Баварія»: 1990

### Особисті
- Найкращий бомбардир чемпіонату СФРЮ (1):

1986–1987 (23 голи)